# Машиностроительный завод (Электросталь)
АО «Машиностроительный завод» (АО «МСЗ», «Элемаш») — предприятие по производству ядерного топлива для российских и зарубежных АЭС, расположенное в городе Электросталь Московской области. Градообразующее предприятие Электростали.
Входит в структуру ТК «ТВЭЛ» ГК «Росатом».
Имеет сертификаты качества ISO 9001, ISO 14001 и OHSAS 18001. В 2015 году АО «МСЗ» получило сертификат соответствия системы менеджмента требованиям стандарта ISO 50001:2011.

## Характеристика
Завод производит ядерное топливо и его компоненты для энергетических ядерных реакторов различного типа: водо-водяных (российского дизайна — ВВЭР-440, ВВЭР-1000, ВВЭР-1200 и западного дизайна — PWR и BWR), уран-графитовых (РБМК-1000, ЭГП-6) и реакторов на быстрых нейтронах (БН-600, БН-800); выпускает ядерное топливо для исследовательских реакторов и транспортных энергетических установок. В «МСЗ» освоено производство поглощающих элементов и органов регулирования систем управления и защиты (ПЭЛ и ОР СУЗ).
Около 60 атомных реакторов (восьмая часть от количества в мире) в 15 странах Европы и Азии работают на ядерном топливе, производимом АО «МСЗ». Предприятие имеет длительные контракты, в том числе более чем 20-летнее сотрудничество с Areva, с которым выполнило более 100 перегрузок топлива в 10 западноевропейских реакторах PWR и BWR.

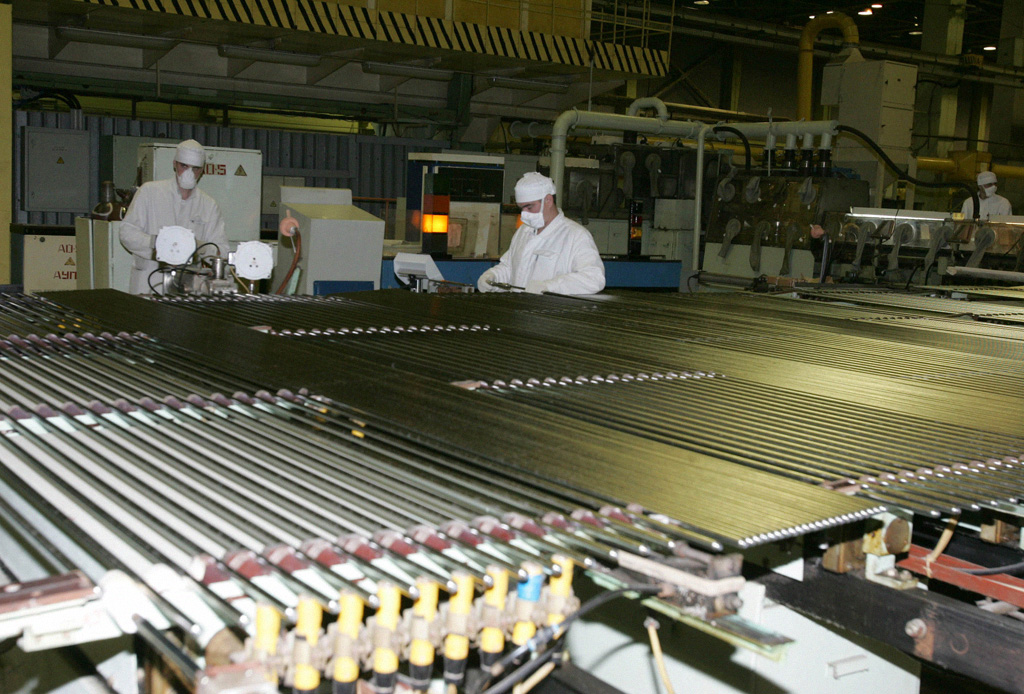
В одном из цехов завода

Дочерние предприятия АО «МСЗ»:
| Название           | Руководитель         | Доля АО «МСЗ» в уставном капитале | Основные виды деятельности |
| ------------------ | -------------------- | --------------------------------- | --- |
| ООО «МСЗ-Механика» | Директор А. В. Чурин | 100 %                             | Изготовление нестандартного механического оборудования и отдельных готовых металлических изделий, в том числе специального оборудования для производства ядерного топлива и ядерных материалов |

## История
Завод был заложен в 1916 году как снаряжательный для снабжения русской армии в Первую мировую войну необходимыми боеприпасами. Первая партия заводской продукции была выпущена 28 февраля 1917 года. Этот день считается днем рождения завода.
На заводе производилось заполнение стальных корпусов снарядов взрывчатым веществом. Стальные корпуса снарядов должны были поступать с других предприятий. Для этого промышленник Н.А. Второв  на другой стороне железной дороги от поселка Затишье заложил Электрометаллургический завод. Поскольку Электрометаллургический завод вступил в строй позднее Снаряжательного (первая плавка произведена 17 ноября 1917 года), то временно корпуса снарядов поступали из Москвы с завода Гужона.
В 1925 году было освоено производство противогазов и активированного угля, а с 1926 года завод осваивает выпуск химических снарядов и средств индивидуальной защиты. Оба производства в 1930-е годы были выделены из состава завода, дав, таким образом, жизнь НПО «Неорганика» и ОАО «ЭХМЗ им. Н.Д. Зелинского».
В 1941 году завод начал выпуск реактивных снарядов (РС) для установок залпового огня (по тогдашней терминологии — гвардейских миномётов) БМ-13 «Катюша» и БМ-31. В период Великой Отечественной войны завод произвёл более 245 миллионов снарядов, что сопоставимо с третьей частью боезапаса СССР, выпущенного по Германии. За выдающийся вклад в дело победы награждён орденом Ленина.
30 августа 1945 года вышло Постановление ГОКО № 9946сс/оп «О передаче Первому Главному управлению при Совнаркоме СССР завода № 12 Наркомбоеприпасов», это решение было принято на заседании специального комитета 24 августа. После этого завод интенсивно работал в составе атомной программы СССР. . В эпоху создания «ядерного щита» и последовавших за ним становления и развития отечественной атомной энергетики, завод стал первым промышленным предприятием атомного проекта и был перепрофилирован для выполнения новых задач. Завод больше никогда не выпускал непосредственно оружия и боеприпасов.
На базе электростальского предприятия были организованы работы по производству металлического урана и изделий из него. В кратчайшие сроки был произведен демонтаж снаряжательного оборудования и проведено проектирование опытного производства. Уже 31 октября 1945 года в Электростали осуществлена первая плавка металлического урана, положившая начало крупномасштабному производству урановых блочков, необходимых для наработки плутония-239 — основного компонента плутониевой ядерной бомбы. За весомый вклад в создание «ядерного щита» 4 января 1954 года завод награждён вторым орденом Ленина.
В 1954 году начал выпуск ядерного топлива для энергетических ядерных реакторов (тепловыделяющие элементы (твэлы) и тепловыделяющие сборки (ТВС)), первыми стали сборки для Обнинской АЭС.
В 1957 году спущена на воду первая в Советском Союзе атомная подводная лодка, активная зона для которой была изготовлена заводом № 12.
В 1959 году изготовил ядерное топливо для первого в мире атомного ледокола «Ленин». С. И. Золотуха стал директором завода № 12.
В 1965 году начал серийное производство тепловыделяющих элементов (сокращенно: твэл) и тепловыделяющих сборок (сокращенно: ТВС) для АЭС и с тех пор производит все типоразмеры тепловыделяющих сборок.
В 1982 году на заводе впервые в мировой практике введена в эксплуатацию автоматизированная линия изготовления тепловыделяющих элементов, за что коллектив предприятия был удостоен Государственной премии СССР.
В 1996 году вошёл в состав ТК «ТВЭЛ».
В 1996 году первый в отрасли получает сертификат
В 90-е годы начал тесное сотрудничество с ведущим мировым производителем ядерного топлива Siemens (AREVA NP, сейчас Framatome ANP)
В апреле 2004 года решением губернатора Московской области Б. В. Громова ПАО «Машиностроительный завод» признано победителем конкурса Московской области «Лауреат года» в номинации «Лучшее промышленное предприятие».
С начала 2011 года директор «МСЗ» О. В. Крюков был назначен на пост вице-президента «ТВЭЛ» и с 17 января 2011 года на должность генерального директора перешёл О. Л. Седельников
В 2011 году на предприятии изготовлены и сданы заказчику две активные зоны для первой в мире плавучей АЭС.
В конце 2012 года был реализован проект по переводу опасного производства «МЗП» на площадку Машиностроительного завода.
3 сентября 2013 года на фасаде заводоуправления в честь 100-летия со Дня рождения Саввы Ивановича Золотухи (20 августа) генеральным директором О. Л. Седельниковым и главой городской администрации А. А. Сухановым была открыта мемориальная доска.
В 2014 году в «МСЗ» собрали первый в мире тепловыделяющий элемент (твэл) для космической энергоустановки. Также изготовлены первые тепловыделяющие элементы для строящегося атомного ледокола нового поколения ЛК-60 проекта «Арктика»; успешно проведены приемо-сдаточные испытания установки «Рапира-К».
В 2015 году изготовлены и поставлены потребителю модернизированные ТВС БН-800 для Белоярской АЭС. Заводом полностью освоено производство ПЭЛ и ОР СУЗ для всех видов ядерных энергетических установок.
В 2017 году Машиностроительный завод отметил свой 100-летний юбилей.
В 2018 году изготовлены две активные зоны для первого серийного универсального атомного ледокола «Сибирь», произведены изделия с повышенным энергоресурсом для загрузки в реактор атомного ледокола «Вайгач», изготовлен опытный комплект твэлов для быстрого реактора с газовым теплоносителем.
В 2019 году изготовлены ТВС для реакторной установки типа ВВЭР-1200 для Белорусской АЭС; проведены типовые испытания таблеток, изготовленных методом «сухой» технологии, при сниженном времени их спекания; проведена квалификация производства по изготовлению переходника из состава сборок регулирующих (СР) для китайского реактора типа CEFR.
В 2020 году своё 100-летие отметила Первичная профсоюзная организация Машиностроительного завода. Также выполнен ряд значимых производственных задач: осуществлен запуск в эксплуатацию принципиально новой установки снаряжения поглощающих элементов карбидом бора; изготовлены измерительные тепловыделяющие сборки для реактора ЭГП-6 Билибинской АЭС; изготовлены твэги (тепловыделяющие элементы, содержащие топливные таблетки из диоксида урана с примесью оксида гадолиния) проекта «пионер»; произведен выпуск первой партии ТВС ВВЭР-440 второго поколения для АЭС «Пакш»; изготовлено ядерное топливо с повышенным содержанием четных изотопов для реактора РБМК.
В 2021 году коллективом АО «МСЗ» также выполнен ряд важных работ, среди которых: изготовление и поставка урановых таблеток для АЭС Sizewell-B; проведение типовых испытаний установочной партии топливных таблеток типа РБМК, изготовленных с применением закиси-окиси урана, полученной с использованием шлифовальной пыли; изготовлены макетные и опытная ТВС активной зоны для атомной станции малой мощности, успешно проведено испытание макетов ТВС ПИК-2 в рамках международного научного проекта «Реактор ПИК»; выполнены работы по изготовлению опытной партии твэгов для АЭС «Куданкулам». С 3 августа 2021 года генеральным директором АО «МСЗ» назначен Багдатьев Дмитрий Николаевич.
В 2022 году приоритетными направлениями деятельности АО «МСЗ» остаются производство и поставка ядерного топлива для энергетических ядерных реакторов АЭС различных типов, для исследовательских, транспортных реакторов, а также производство и поставка органов регулирования систем управления и защиты ядерных реакторов всех отечественных типов. 
В 2023 году на Машиностроительном заводе изготовлена 100-тысячная топливная кассета для реактора ВВЭР-440 и 1000-я сборка для реактора БН. Другими производственными достижениями завода этого года стали: изготовление модернизированного ядерного топлива второго поколения для исследовательского ядерного реактора ПИК, завершение приемочных испытаний стержней компенсирующих групп ядерного реактора для головного сверхмощного атомного ледокола "Россия" по проекту 10510.

## Сотрудники предприятия
По состоянию на 01.01.2024 года в АО «МСЗ» работает 4 049 человек.
Другим серьёзным направлением работы является работа с ветеранами предприятия, существует совет ветеранов труда АО «МСЗ», его председателем является Валерий Юрьевич Бушмелев. В 2022 году на профсоюзном учёте СВТ состоит 4 239 человек, из которых 1 — участник Великой Отечественной войны, тружеников тыла (ветеранов ВОВ) — 133 человек.
За всю историю предприятия более 6000 работников было отмечено на государственном уровне. 5100 человек было награждено медалями, пятеро стали Героями Социалистического Труда, шесть человек стали лауреатами Ленинской премии, 53 человека — лауреатами Государственной премии, 210 человек награждены орденом Ленина, 656 — орденом Трудового Красного Знамени, 277 — орденом Знак Почета, 15 — орденом Красной Звезды и 17 — орденом Октябрьской Революции.

## Директора завода
- 1920—1925 — Титов, Игнат Титович
- 1926—1928 — Смекалов, Василий Ефремович
- 1928—1931 — Титов, Александр Ефимович
- 1932—1935 — Озол, Карл Андреевич
- 1935—1937 — Сырцов, Сергей Иванович
- 1937—1938 — Стрельцов Николай Никитович
- 1938—1939 — Романов Андрей Евтихеевич
- 1940 — Сорокин Николай Петрович
- 1940 (декабрь) -1941 (октябрь) — Иванов Иван Иванович
- 1941—1946 — Невструев Семен Абрамович
- 1946—1951 — Каллистов, Анатолий Назарович
- 1951—1956 — Голованов Юрий Николаевич
- 1956—1959 — Каллистов Анатолий Назарович
- 1959—1979 — Золотуха Савва Иванович
- 1979—1986 — Коновалов Виталий Федорович
- 1986—1990 — Мешков Александр Григорьевич
- 1990—2001 — Межуев Валерий Алексеевич
- 2001—2005 — Разин Владимир Петрович
- 2005—2011 — Крюков Олег Васильевич[23]
- 2011—2019 — Седельников Олег Львович
- 2019—2021 — Дарьин Игорь Викторович
- с 3 августа 2021 года по настоящее время — Багдатьев Дмитрий Николаевич

## Награды
- Орден Ленина (Президиум Верховного Совета СССР указом от 22.07.1943 г.) за образцовое выполнение заданий Правительства по производству боеприпасов
- Орден Ленина (Президиум Верховного Совета СССР указом от 04.01.1954 г.) за успешное выполнение задания Правительства (за освоение специальных тепловыделяющих элементов на основе диоксида урана для реакторов, нарабатывающих тритий, применявшийся в первой водородной бомбе)
- Премия Правительства РФ в области качества (1997)
- Диплом Европейского фонда управления качеством (2001)
- Диплом и статуэтка «Золотой Феникс» губернатора Московской области за победу в номинации «Лучшая промышленная организация» Московского областного конкурса «Лауреат года» в 2003, 2006 и 2008 годах
- Диплом «Лучший страхователь 2012 года по обязательному пенсионному страхованию»
- Диплом лауреата Национальной налоговой премии с присуждением почетного звания «Добросовестный налогоплательщик» (2014)
- Свидетельство Почетного члена фонда поддержки предпринимательских инициатив (2014 г. и 2015)
- Диплом и кубок «Экологически образцовая организация атомной отрасли» (2016)
- Благодарность президента Российской Федерации «За большой вклад в укрепление обороноспособности Российской Федерации и развитие атомной отрасли» (2017)
- Благодарность губернатора Московской области «За плодотворное партнерство и значимый вклад в реализацию планов по развитию регионов» (2017)
- Диплом «За достижение статуса предприятие — лидер ПСР-2016» и памятный знак «Лидер ПСР» (2017)
- Диплом и кубок «Экологически образцовая организация атомной отрасли» (2017)
- Почетная грамота Государственной корпорации по атомной энергии «Росатом» (2017)
- Диплом «За достижение статуса предприятие — лидер ПСР-2017» и памятный знак «Лидер ПСР» (2018)
- Диплом экологического фонда имени В. И. Вернадского «За инициативу и значимый вклад в дело охраны окружающей среды» (2019)
- Благодарность за значительный вклад в развитие атомной отрасли в области ядерно-топливного цикла, высококачественного производства тепловыделяющих сборок и в связи с 105-летием со дня основания (2022)
- Диплом за 1 место Московского областного Конкурса коллективных договоров по итогам 2022 года (2023)